# Historias de la humanidad primitiva

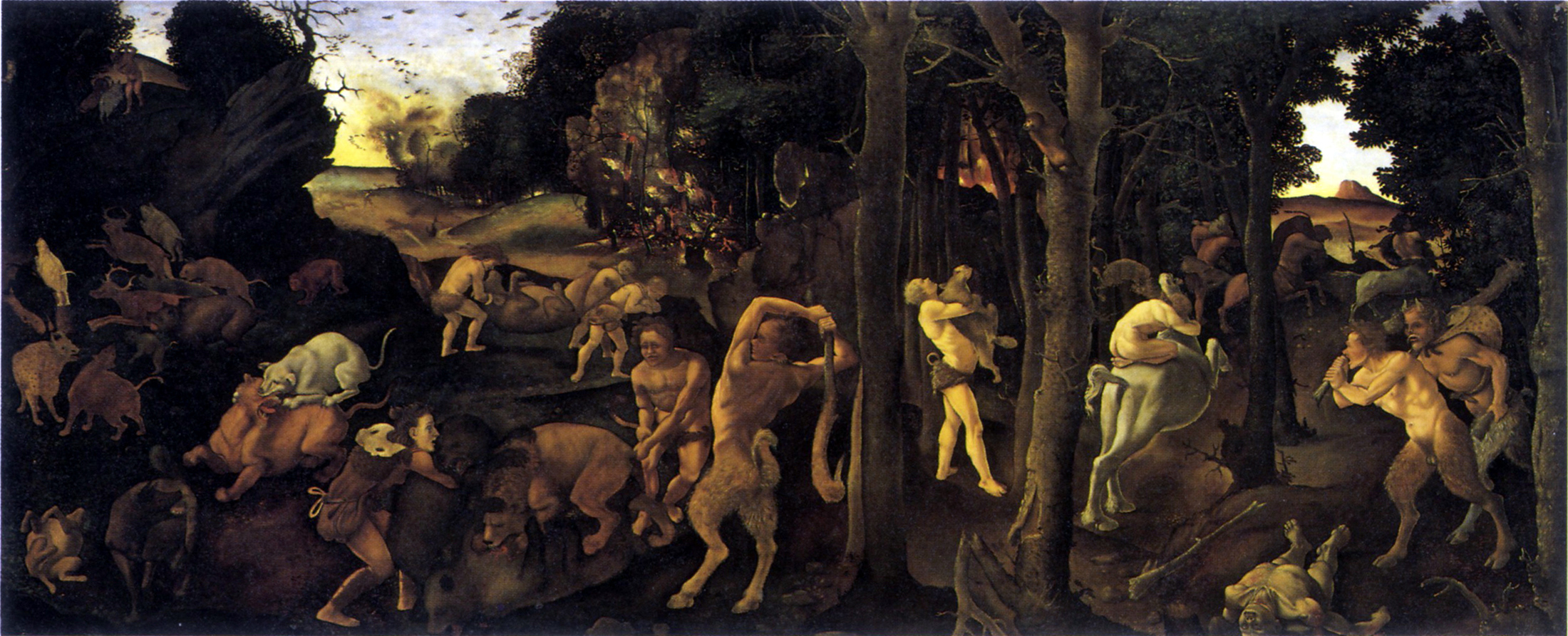
Caza primitiva, Nueva York.

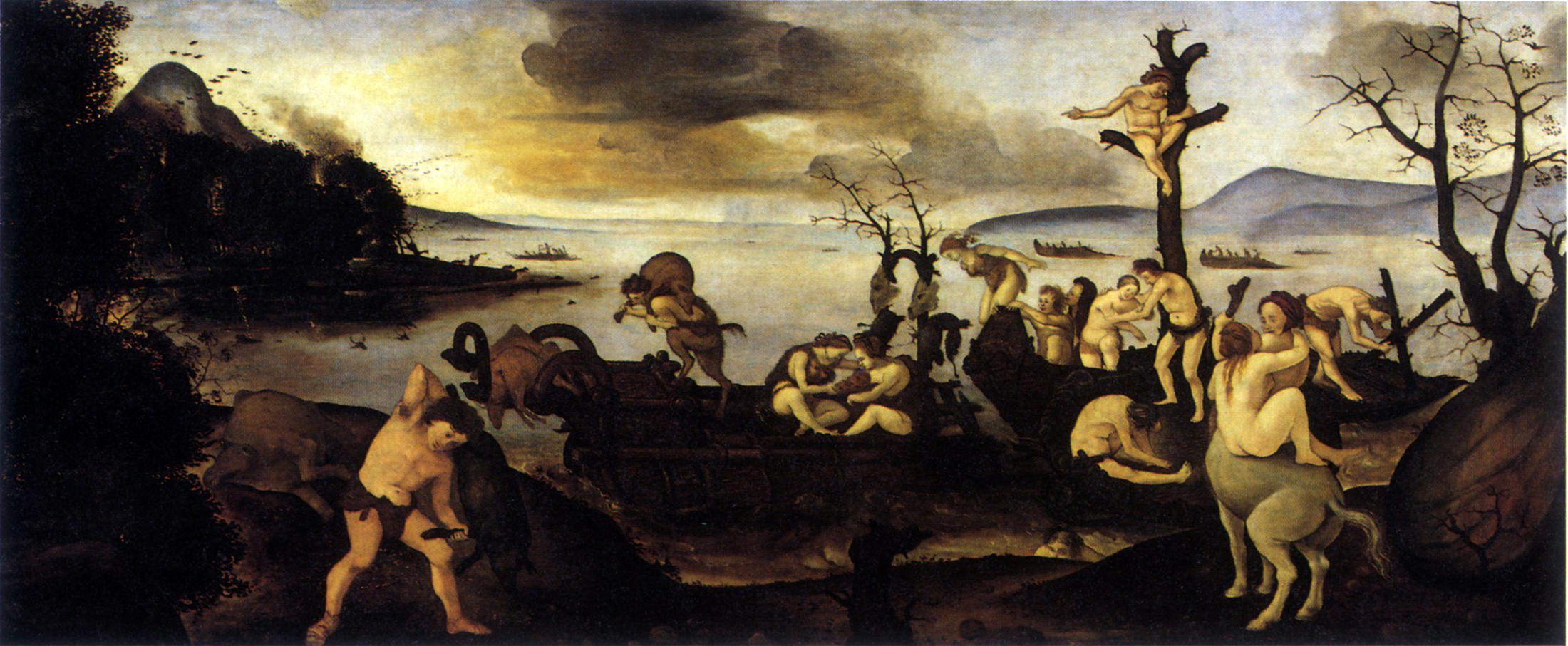
Regreso de la caza, Nueva York.

Incendio en el bosque, Oxford.

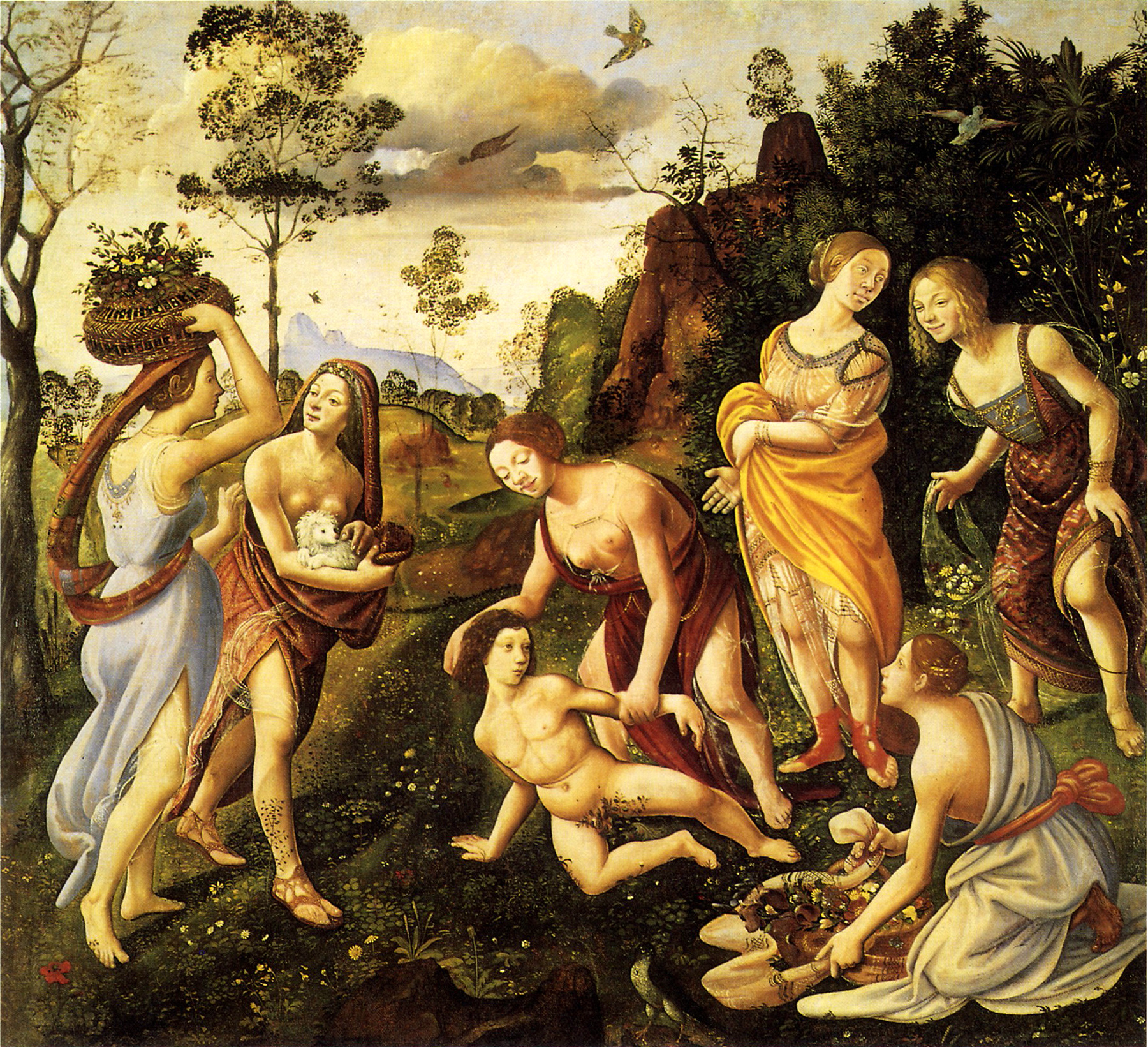
Hallazgo de Vulcano, Hartford.

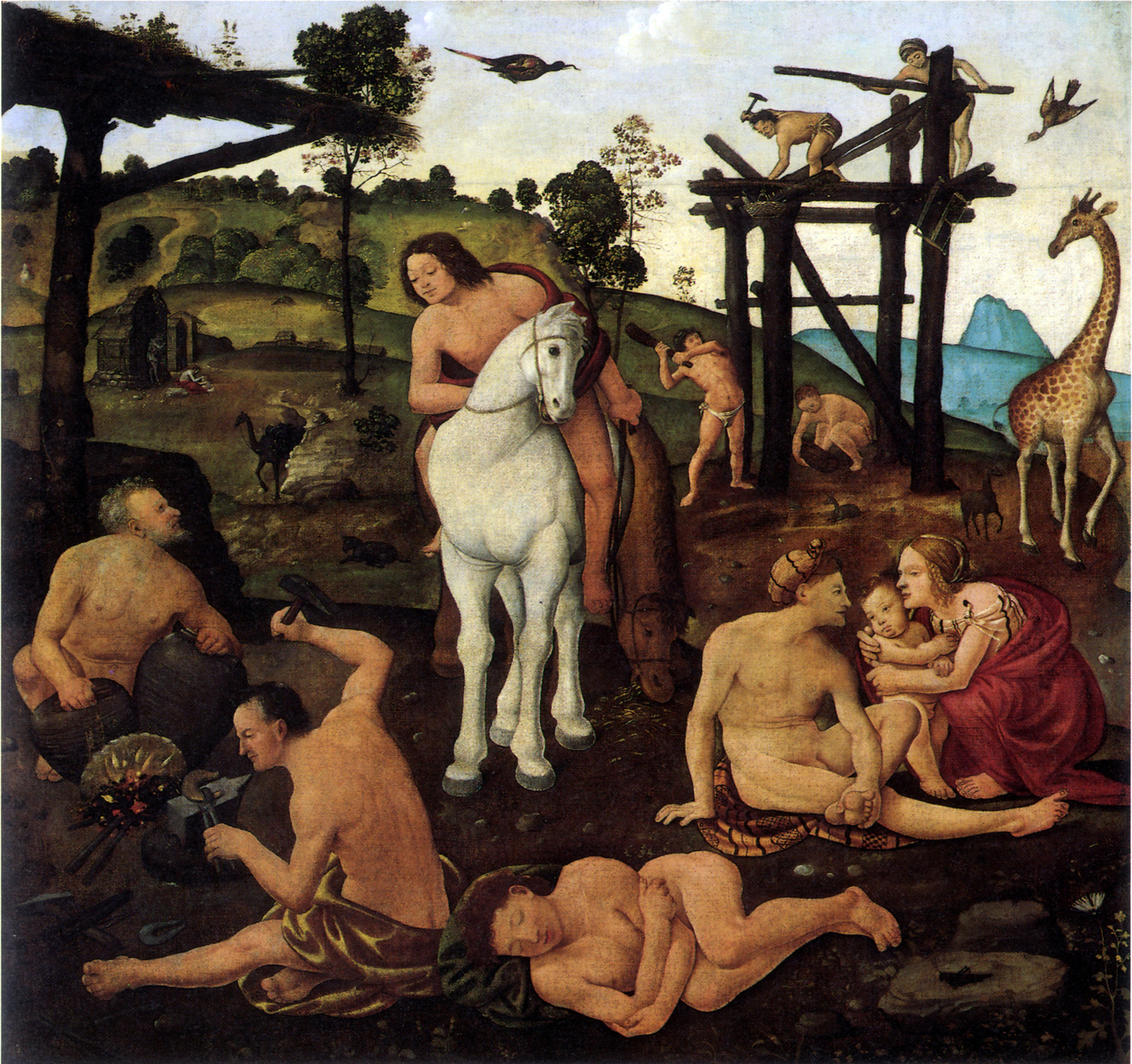
Vulcano y Eolo maestros de la humanidad, Ottawa.

Las Historias de la humanidad primitiva son una serie de pinturas de Piero di Cosimo, datadas hacia 1500-1505 y hoy repartidas entre varios museos.

## Historia
La datación de la serie es incierta, pero siempre comprendida entre 1495 y 1505. Algunos historiadores, basándose en datos esencialmente estilísticos, tienden a anticipar las dos tablas de Nueva York y retrasar la de Oxford, mientras sobre las dos tablas de forma casi cuadrada se registran varias hipótesis.
Se trataba de al menos tres respaldos destinados a decorar dos habitaciones en una residencia privada florentina, probablemente el Palacio Del Pugliese de Francesco Del Pugliese, donde Vasari describió de la mano de Piero algunas «historias de figuras pequeñas, [...] fantásticas, que él en todas aquellas se deleitaba en pintar, y en las moradas y en los animales y en los vestidos y los instrumentos diversos, y otras fantasías que venían a ser historias de fábula.»

## Descripción y estilo
El tema de la serie es extremadamente singular y generalmente indicado como escenas de la vida primitiva de los hombres todavía incapaces de controlar y utilizar el fuego. La idea de la lenta evolución de la civilización a través del progreso técnico e intelectual, rara y sin embargo heterodoxa tanto frente a la concepción clásica como a la cristiana, se encuentra tanto en Lucrecio (De rerum natura) como en Vitruvio, este último citado por Boccaccio en la Genealogia deorum gentilium.
El primer panel, La caza primitiva, presenta figuras humanas semidesnudas, sátiros, centauros y animales que luchan ferozmente sin darse cuenta del peligro que representa el incendio que se inicia al fondo; en el segundo, Regreso de la caza, se representan las primeras formas de vida comunitaria y la utilización de primitivas técnicas de construcción; en el tercero, Incendio en el bosque, un hombre vestido con ropa, consciente del incendio, trata de capturar al ganado aterrorizado.
Erwin Panofsky también conectó estos paneles a dos tablas con el Hallazgo de Vulcano y Vulcano y Eolo maestros de la humanidad, que representarían la era "posterior" a Vulcano,  que seguiría a la era "anterior" a Vulcano de los primeros tres paneles. En la primera Vulcano, arrojado del Olimpo, es socorrido por las muchachas de Lemnos; en la segunda, Vulcano adulto, asistido por Eolo, trabaja en una primitiva forja y muestra a un hombre sobre un caballo domado el uso del fuego y las técnicas de trabajo de los metales; al fondo, junto a una jirafa mansa, se está levantando una casa de troncos aun sin preparar y en primer plano una familia y un durmiente aluden tanto al hecho de que el trabajo de Vulcano comienza al alba, como al despertar de una nueva era de la civilización.
Panofsky planteó la hipótesis de que las dos series formaran parte de dos habitaciones distintas, salón y antesala, pero las diferencias de formato, soporte y dimensiones han suscitado más de una perplejidad entre los otros estudiosos.
Algunos conectan a las series también el panel con la Construcción de un edificio en el Ringling Museum of Art de Sarasota, que mostraría el avance de los conocimientos técnicos de los hombres: las medidas son compatibles pero ligeramente superiores a las otras tablas.
- Caza primitiva, óleo sobre tabla, 71 x 168 cm, Nueva York, Museo Metropolitano de Arte.
- Regreso de la caza, óleo sobre tabla, 71 x 169 cm, Nueva York, Museo Metropolitano de Arte.
- Incendio en el bosque, óleo sobre tabla, 71 x 203 cm, Oxford, Museo Ashmolean.
- Hallazgo de Vulcano, óleo sobre lienzo, 155 x 174 cm, Hartford, Connecticut, Wadsworth Atheneum.
- Vulcano y Eolo maestros de la humanidad, óleo sobre lienzo, 155,6 x 166,4 cm, Ottawa, Galería Nacional de Canadá.

El tema es más singular que nunca en el panorama de la época. La visión de las primeras etapas de la humanidad como un proceso de lento desarrollo hacia la civilización gracias al gradual conocimiento y utilización del fuego era de hecho contraria a las doctrinas dominantes, tanto a la cristiana, ligada a la Creación bíblica, como a la neoplatónica, que hablaba de una Edad de oro de la cual el hombre, en un inexorable declive, se estaría alejando paulatinamente.